# Pipistrel
Pipistrel d.o.o Ajdovščina est une société de production d’avions ultralégers, basée à Ajdovščina, en Slovénie. Son propriétaire et directeur est Ivo Boscarol.

## Histoire
Pipistrel est né en 1989 alors que la Slovénie était encore une partie de la Yougoslavie, pays où l'aviation ultralégère civile était interdite. Son premier produit est un ULM de type delta-plane motorisé, et ses pilotes ne volent qu'à la nuit tombante pour éviter de se faire prendre. Les habitants proches de l’aérodrome ont alors surnommé ces petits engins aux ailes triangulaires volant dans la pénombre les chauves-souris, (pipistrellus en latin), et c'est ainsi que le nom de la marque est né.
Le conglomérat américain Textron (possédant Cessna, Beechcraft, et Bell Textron) annonce le 17 mars 2022 un accord pour l'achat de Pipistrel. La transaction devrait être finalisée au cours du deuxième trimestre 2022.
En mars 2022, Textron acquiert effectivement Pipistrel pour 218 millions de dollars ,,,,.

## Aéronefs

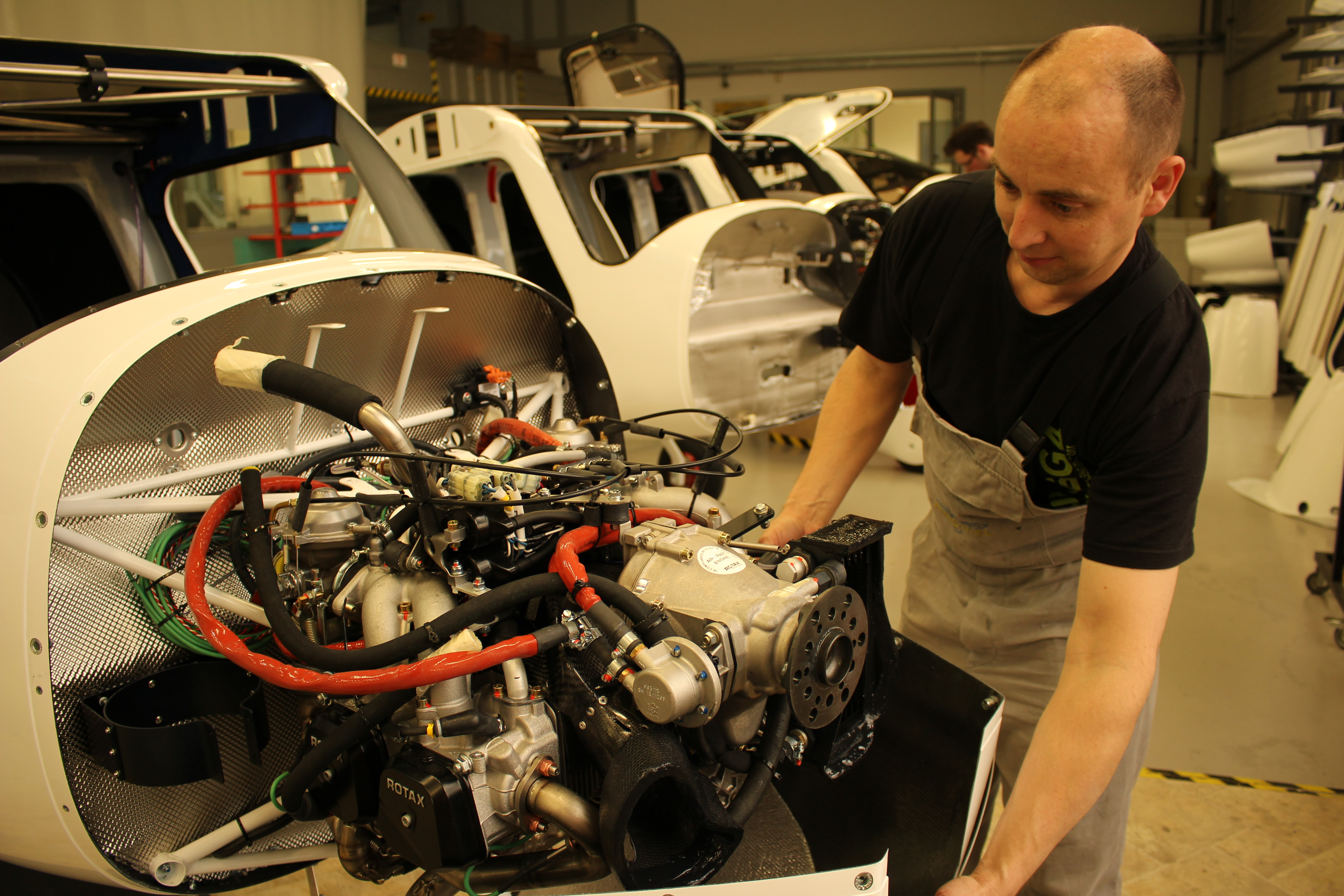
Avion léger Pipistrel sur la ligne d'assemblage à l'usine d'Ajdovščina

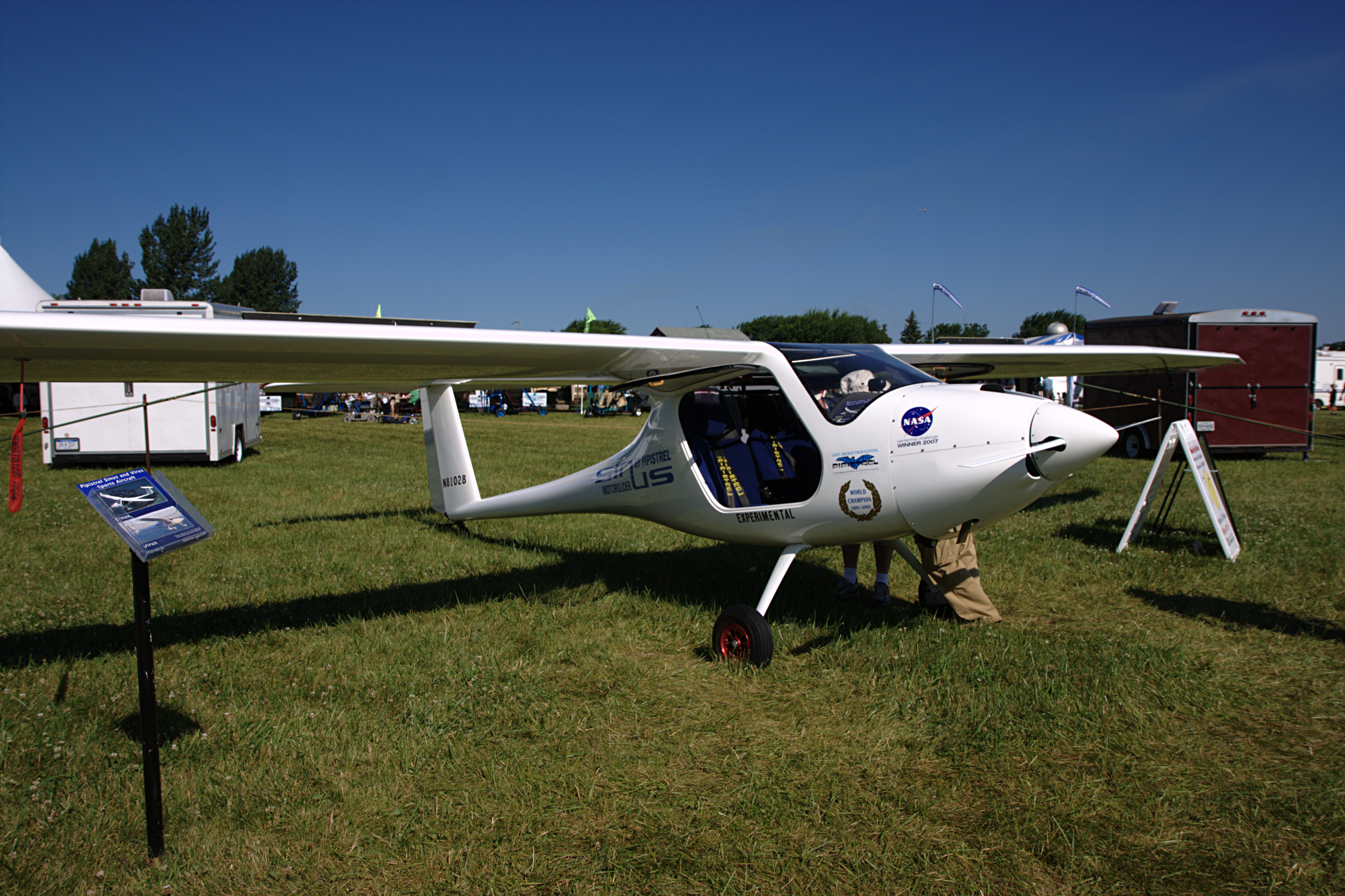
Le Pipistrel Sinus

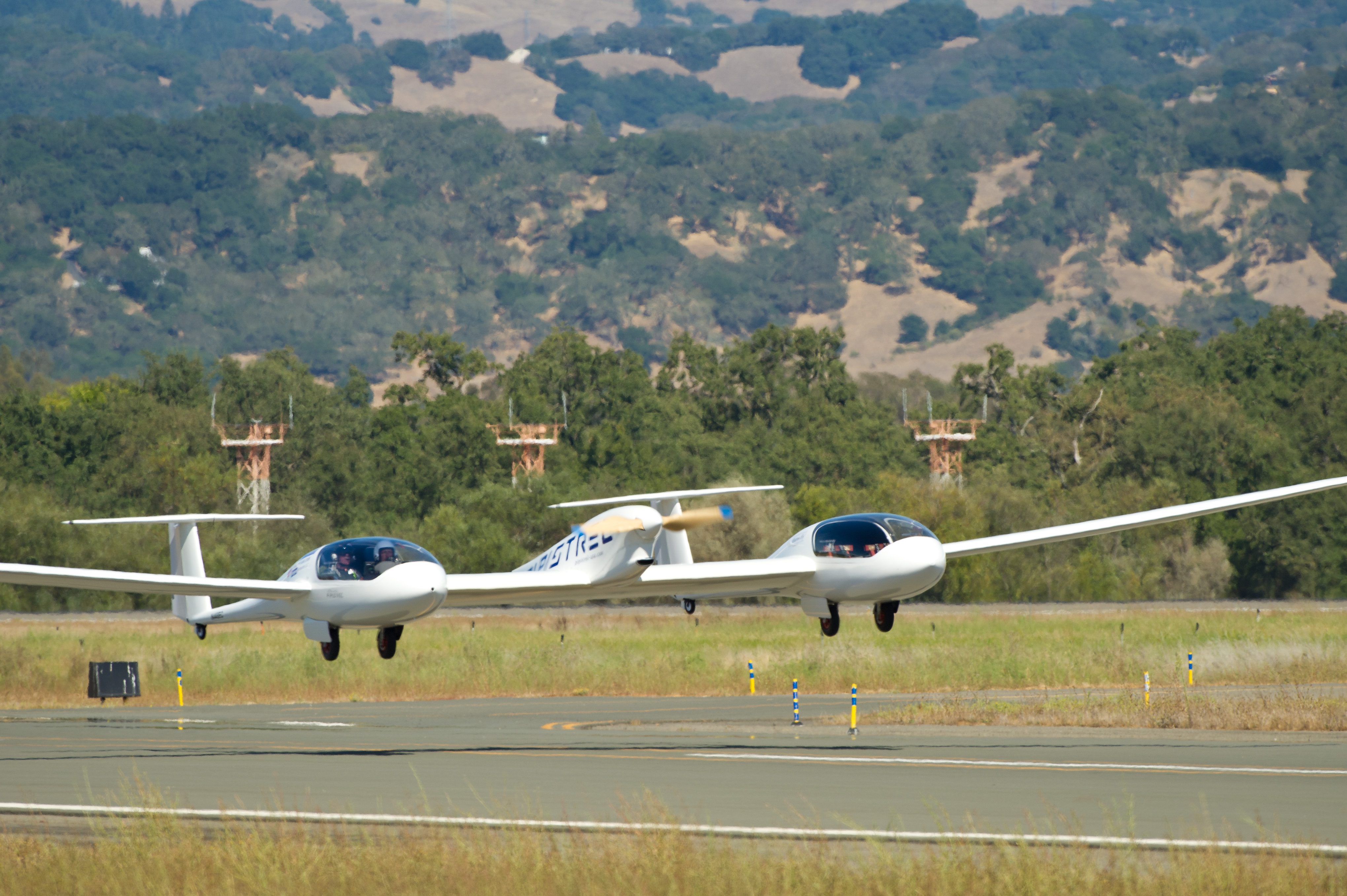
Le Pipistrel Taurus G4 électrique décolle de l'aérodrome du Comté de Sonoma en Californie

### Planeurs et avions légers
- Pipistrel Alpha Trainer
- Pipistrel Apis
- Pipistrel Apis-Bee (en)
- Pipistrel Panthera
- Pipistrel Sinus (en)
- Pipistrel Taurus
- Pipistrel Virus
- Pipistrel Virus SW

### Avions électriques
- Pipistrel Alpha Electro (en)
- Pipistrel Apis Electro
- Pipistrel Taurus Electro
- Pipistrel Taurus G4 (en)
- Pipistrel WATTsUP (en)
- Pipistrel Velis Electro[8]

### Ultra-légers motorisés
- Pipistrel Basic
- Pipistrel Plus
- Pipistrel Spider (en)
- Pipistrel Twister (en)

### Avion à décollage et atterrissage vertical
- Pipistrel 801 eVTOL (en)

### Drone
- Pipistrel Nuuva V300